# B・L・ファン・デル・ヴェルデン
バーテル・レーンデルト・ファン・デル・ヴェルデン（Bartel Leendert van der Waerden (オランダ語: [vɑn dər ˈʋaːrdə(n)])、1903年2月2日 - 1996年1月12日）は、オランダの数学者、数学史家。

## 経歴

### 教育、初期の経歴
1919年から1926年までアムステルダム大学とゲッティンゲン大学で高等数学を学んだ。ゲッティンゲンではエミー・ネーターから多大な影響を受けた。Hendrick de Vriesの指導の下代数幾何学の論文でアムステルダム大学からPh.D.を授与された。ゲッティンゲン大学からは1928年にハビリテーションを授与された。その年、25歳でフローニンゲン大学の教授職を得た。
27歳の時、抽象代数学に関する影響力のある2巻の論文Moderne Algebraを発表した。この著作は現在でも引用されており、おそらくこの主題を包括的に扱った最初の論文である。この研究はエミー・ネーター、ダフィット・ヒルベルト、リヒャルト・デデキント、エミール・アルティンによる広範な研究を体系化した。翌年の1931年にはライプツィヒ大学の教授に任命された。
1929年7月、数学者Franz Rellichの姉妹であるCamilla Juliana Annaと結婚し、3人の子どもをもうけた。

### ナチスドイツ
第三帝国の台頭と第二次世界大戦の間、ライプツィヒに残り、ナチスドイツを離れプリンストンやユトレヒトに移る機会を断った。しかし、ナチスに対して批判的でありオランダ国籍を放棄することを拒否したため、その両方が困難をもたらすことになった。

### 戦後の経歴
戦後、ライプツィヒ（ソ連の支配下にあった）に戻るのではなくオランダへ送還されたが、ドイツにいた時間が政治的疑念を生んだこともブラウワーがヒルベルトの数学学校に反対していたこともあり、オランダで学術システムで役職につくのに苦労した。1年後にジョンズ・ホプキンズ大学へ行き2年間非常勤教授として働いた後、1950年にアムステルダム大学で数学長を務めた。1951年、チューリッヒ大学へ移り、そこで残りのキャリアを過ごし、40人以上のPh.D.学生を指導した。1969年コテニウス・メダル受賞。

## 功績
主に抽象代数学における研究で有名である。また、代数幾何学、位相幾何学、数論、幾何学、組み合わせ数学、解析学、確率、統計学、量子力学（ハイゼンベルクとはライプツィヒでの同僚であった）についても書いた。晩年には数学史と科学史にも取り組んだ。歴史的著作には、Ontwakende wetenschap (1950)（英題はScience Awakening (1954)）, Sources of Quantum Mechanics (1967), Geometry and Algebra in Ancient Civilizations (1983), A History of Algebra (1985)がある。
1000人以上の学問的子孫がいるが、そのほとんどは3人の学生David van Dantzig (Ph.D. フローニンゲン 1931)、Herbert Seifert (Ph.D. ライプツィヒ 1932)、Hans Richter (Ph.D. ライプツィヒ 1936, パウル・ケーベとともに指導）によるものである。
日本では「現代代数学」がよく読まれている。

## レファレンス
- Alexander Soifer (2009), The Mathematical Coloring Book, Springer-Verlag ISBN 978-0-387-74640-1. Soifer devotes four chapters and over 100 pages to biographical material about van der Waerden, some of which he had also published earlier in the journal Geombinatorics.
- Alexander Soifer (2015) The Scholar and the State: In Search of Van der Waerden, Springer books ISBN 978-3-0348-0711-1

## 関連文献
- Schlote, K.-H., 2005, "Moderne Algebra" in Grattan-Guinness, I., ed., Landmark Writings in Western Mathematics. Elsevier: 901–16.
- O'Connor, John J.; Robertson, Edmund F., “B・L・ファン・デル・ヴェルデン”, MacTutor History of Mathematics archive, University of St Andrews.
- Dold-Samplonius, Yvonne (March 1997). “Interview with Bartel Leendert van Der Waerden (conducted in 1993)”. Notices of the American Mathematical Society 44 (3):  313–320.
- Freudenthal, H., 1962, "Review: B. L. van der Waerden, Science Awakening"  in Bull. Amer. Math. Soc., 68 (6):543–45.